# Spyros Trikoupis
Spyros Trikoupis (griechisch Σπύρος Τρικούπης, * 1888 in Athen; † 12. Januar 1945 in Arachova) war ein griechischer Jurist, Publizist und Politiker.

## Leben
Spyros Trikoupis entstammt der Familie Trikoupis aus Messolongi in Ätolien-Akarnanien, welche viele Politiker und Militärs stellte. Spyros Trikoupis wurde als Sohn von Kostandinos Trikoupis 1888 in Athen geboren. Er studierte Jura an der Universität von Athen und erhielt 1912 die akademische Lehrerlaubnis. Nach 1912 beschäftigte er sich mit Literatur und Theater und gründete die philosophische Zeitschrift „Dafni“ (Δάφνη). Ferner arbeitete er an mehreren Zeitschriften wie „Noumas“ (griechisch Νουμάς), „Pinakothiki“ (griechisch Πινακοθήκη), „Panathinea“ (griechisch Παναθήναια) mit und war als Rechtsanwalt tätig.
1920 wurde er Direktor für Handel und Industrie im griechischen Wirtschaftsministerium und anschließend Generalsekretär des Wirtschaftsministeriums unter Ministerpräsident Dimitrios Gounaris. Nach dem Tode seines Vaters ging Spyros Trikoupis nach Messolongi und übernahm die Führung der lokalen Partei. 1926 wurde zum ersten Mal als Abgeordneter für Messolongi in das griechische Parlament gewählt. 1932 wurde er unter dem Ministerpräsidenten Panagis Tsaldaris zunächst Staatssekretär und kurze Zeit später Minister für Epirus. Nach den Wahlen vom 5. Mai 1933 fungierte er als stellvertretender Parlamentspräsident, bis er von 1934 bis 1935 stellvertretender Wirtschaftsminister und nach einer Regierungsumbildung im zweiten Kabinett Tsaldaris 1935 erneut Minister für Epirus wurde.
Nach der Dekemvriana im Dezember 1944 wurde er von Kämpfern der kommunistisch dominierten ELAS aus Athen nach Arachova verschleppt und dort am 12. Januar 1945 hingerichtet.

## Werke
- „Völkerrecht“ (griechisch Δημόσιο διεθνές δίκαιο, 1916)